# Mount Gaberlein
Mount Gaberlein ist ein 1210 m hoher Berg im ostantarktischen Viktorialand. In den Prince Albert Mountains ragt er 5,5 km nordnordwestlich des Mount Bellingshausen auf.
Der United States Geological Survey kartierte ihn anhand eigener Vermessungen und mithilfe von Luftaufnahmen der United States Navy zwischen 1957 und 1962. Das Advisory Committee on Antarctic Names benannte ihn 1968 nach dem leitenden Bauelektroniker William E. Gaberlein (1934–2007) von der US-Navy, der im antarktischen Winter der Jahre 1962 und 1964 zur Besetzung der McMurdo-Station gehört hatte.